# Chacina do Quitungo
A Chacina do Quitungo foi um assassinato em massa ocorrido em 18 de agosto de 2001, Na Favela Do Quitungo, Zona Norte Do Rio de Janeiro. O motivo foi uma disputa pelo controle do trafico de drogas na região entre facções criminosas.
| Chacina de Quitungo | Chacina de Quitungo                              |
| ------------------- | ------------------------------------------------ |
| Local do crime      | Favela do quitungo, Zona Norte Do Rio de Janeiro |
| Data                | 18 de agosto de 2001                             |
| Tipo de crime       | Assassínio em massa                              |
| Arma(s)             | Fuzis, metralhadoras, pistolas e facas           |
| Vítimas             | 13                                               |

A chacina teria ocorrido um mês antes de trinta criminosos da facção Comando Vermelho (CV), liderados pelo traficante Elias Pereira Da Silva, o Elias Maluco. Eles invadiram a favela do Quitungo pois o traficante pretendia anexar a comunidade a facção, durante a invasão dois integrantes da facção Terceiro Comando (TC) foram mortos e o grupo do TC sob comando do traficante Andre Luiz Fernandes, o Merran, tiveram que fugir da comunidade. O traficante Merran que também tinha sido da facção comando vermelho (CV), mais acabou se revoltando e mudando para a facção Terceiro Comando (TC) após seu pai de vulgo torneira, que era líder do trafico de drogas na comunidade do Quitungo ser assassinado na cadeia uns três anos antes, após entrar em desavenças com Elias Maluco, e de ter ligação com Ernaldo Pinto De Medeiros, O Uê, líderança na época do TC e da facção Amigo Dos Amigos (ADA). Só que o grupo de Merran não se retirou da comunidade e armou uma emboscada para os rivais do CV.

## A Chacina
Era por volta de umas 17:40 de um sábado integrantes do comando vermelho (CV), comemoravam a retomada na comunidade, um baile funk, um churrasco e convidaram pessoas inclusive sem envolvimento com trafico para a comemoração, quando integrantes da facção Terceiro Comando (TC) comandados pelo traficante Andre Luiz Fernandes, o Merran, juntamente com apoio de integrantes do Amigos Dos Amigos (ADA) da Vila Vintém, avançaram e armaram uma emboscada e fuzilaram todos que estavam ali na comemoração, 8 homens 5 mulheres foram trucidados, alguns mesmo baleados chegaram a ser torturados com golpes de faca e depois mortos com rajadas de tiros de fuzil.  Após o massacre os bandidos ordenaram moradores a colocar os corpos das vitimas em uma Kombi e ordenaram que a Rua onde aconteceu a chacina fosse lavada, a kombi teria sido abandonada na entrada da favela da caixa d'água no Complexo do alemão. Com o clima tenso após a chacina o Delegado da 38° DP Reginaldo Guilherme Da Silva pediu ao subsecretário estadual de segurança coronel Lenine de Freita a ocupação da favela por PMs do 16°BPM e ate do Batalhão De Operações especiais (BOPE), que ocuparam os principais pontos da favela. A Chacina na época chocou pela brutalidade e quantidade de mortos no ataque, a ultima chacina que tinha ocorrido antes dessa foi na favela Nova Brasilia no Complexo Do Alemão em 1995 após uma operação policial.

## O autor da chacina
O traficante Andre Luiz Fernandes, o Merran, que liderou a Chacina Do Quitungo e era um dos mais procurados do RJ naquela época, com ligações com os traficantes Celso Luiz Rodrigues, O Celsinho da Vila vintém, e com Ernaldo Pinto De Medeiros o Uê, Morreu em um confronto com a PM em março de 2002 um dia após ele e seu "bonde" comandar um ataque a 27°DP em Vicente De Carvalho na ação a delegacia foi metralhada e atacada com granadas 3 policiais sairam feridos, alem de merran um outro traficante também morreu e outros quatro foram baleados e presos.